# Кучеренко, Антон Емельянович
Кучеренко Антон Емельянович (1901, Лозоватка, Екатеринославская губерния — 1987, Лозоватка, Днепропетровская область) — красноармеец отдельной кавалерийской бригады Г. И. Котовского.

## Биография
Родился в 1901 году в селе Лозоватка.
Образование не оконченное среднее.
С января 1920 года — красноармеец пулемётной команды 2-го кавалерийского полка отдельной кавалерийской бригады Г. И. Котовского. В боях проявлял мужество и героизм.
В 1927—1932 годах — бурильщик шахтоуправления имени К. Либкнехта и имени Ф. Э. Дзержинского. 
В 1932—1934 годах — молотобоец в кузнице колхоза «Пионер». В 1934—1940 годах — заместитель председателя колхоза «Красный плуг». С мая 1941 года — председатель Чкаловского сельского совета.
Участник Великой Отечественной войны с июля 1941 года в составе Приморской армии. Адъютант генерала И. Е. Петрова.
В 1946—1960 годах работал в совхозе «Ингулецкий».
Умер в 1987 году в селе Лозоватка.

## Награды
- Орден Красного Знамени РСФСР (1923)[1][2];
- Почётная грамота Реввоенсовета — за мужество в боях;
- Орден Отечественной войны 1-й и 2-й степеней;
- Орден Красной Звезды.